# Großer Preis von Monaco 2008
Der Große Preis von Monaco 2008 (offiziell Formula 1 Grand Prix de Monaco 2008) fand am 25. Mai auf dem Circuit de Monaco in Monte Carlo statt und war das sechste Rennen der Formel-1-Weltmeisterschaft 2008.

## Berichte

### Hintergrund
Nach dem Großen Preis der Türkei führte Kimi Räikkönen in der Fahrerwertung mit sieben Punkten vor Felipe Massa und Lewis Hamilton. In der Konstrukteurswertung führte Ferrari mit 19 Punkten vor BMW Sauber und mit 21 Punkten vor McLaren-Mercedes.
Mit Fernando Alonso, David Coulthard (jeweils zweimal) und Räikkönen (einmal) traten drei ehemalige Sieger zu diesem Grand Prix an.

### Training

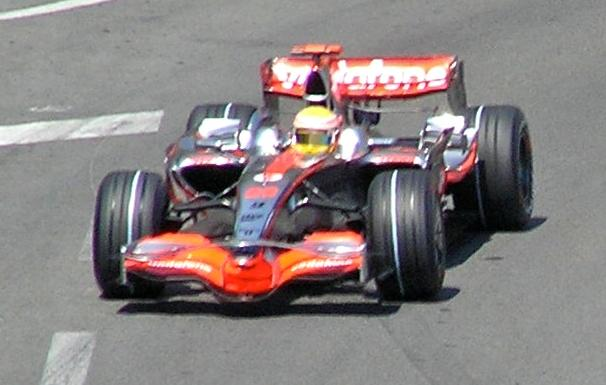
Lewis Hamilton während des freien Trainings am Donnerstag

Die ersten beiden Trainingseinheiten wurden, wie es in Monaco üblich ist, bereits am Donnerstag ausgetragen. Das dritte freie Training fand am Samstagmorgen statt.
Im ersten Freien Training war Räikkönen der Schnellste vor Hamilton und dessen Teamkollegen Heikki Kovalainen.
Im zweiten freien Training erzielte Hamilton die schnellste Runde, es folgten ihm Nico Rosberg im Williams und Räikkönen.
Im dritten freien Training war Kovalainen Schnellster vor Hamilton und Räikkönen.

### Qualifying

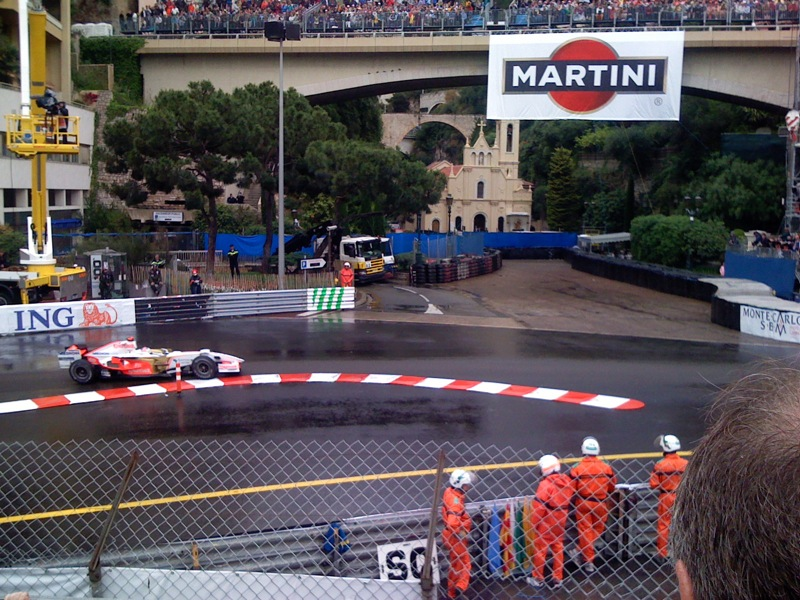
Adrian Sutil während des Rennens

Das Qualifying bestand aus drei Teilen mit einer Nettolaufzeit von 45 Minuten. Im ersten Qualifying-Segment (Q1) hatten die Fahrer 18 Minuten Zeit, um sich für das Rennen zu qualifizieren. Die besten 15 Fahrer erreichten den nächsten Teil. Massa war Schnellster. Die beiden Force-India- und Toro-Rosso-Piloten sowie Nelson Piquet, jr. schieden aus.
Der zweite Abschnitt (Q2) dauerte 15 Minuten. Die schnellsten zehn Piloten qualifizierten sich für den dritten Teil des Qualifyings. Massa war erneut Schnellster. Beide Honda-Fahrer, Kazuki Nakajima, Nick Heidfeld und Timo Glock schieden aus.
Der letzte Abschnitt (Q3) ging über eine Zeit von zwölf Minuten, in denen die ersten zehn Startpositionen vergeben wurden. Massa fuhr mit einer Rundenzeit von 1:15,787 Minuten die Bestzeit vor Räikkönen und Hamilton und sicherte sich so seine zwölfte Pole-Position.

### Rennen

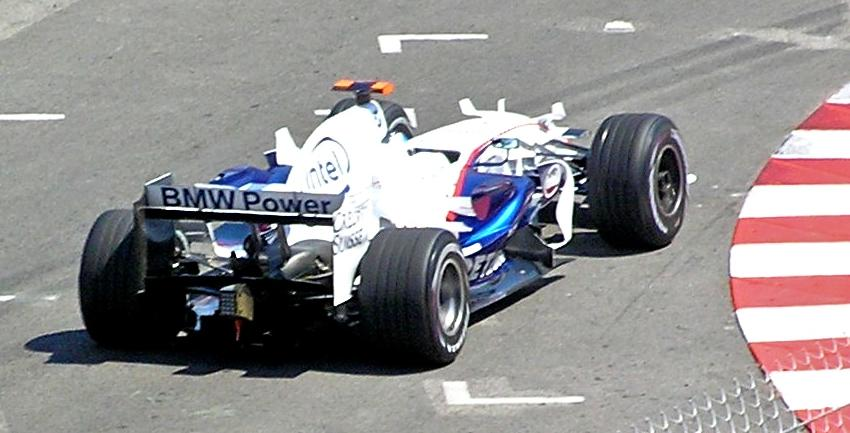
Nick Heidfeld beendete das Rennen vier Runden hinter Rennsieger Hamilton

Beim Start in die Einführungsrunde blieb der Wagen von Kovalainen in der Startaufstellung stehen, sodass der Finne das Rennen aus der Boxengasse aufnehmen musste. Nach dem Start, bei dem Hamilton den vor ihm gestarteten Räikkönen direkt überholte, führte zunächst Massa, während Hamilton wegen eines Fahrfehlers und des daraus resultierenden Reifenschadens in Runde sechs vorzeitig an die Box musste.

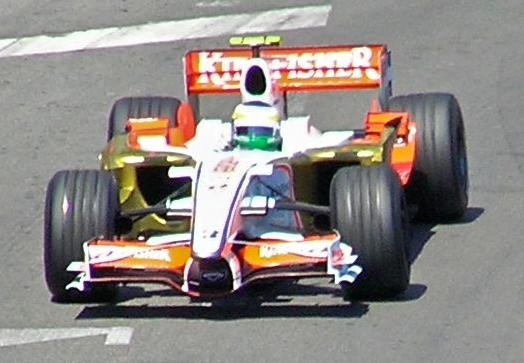
Giancarlo Fisichella während des Rennens

Räikkönen erhielt eine Durchfahrtsstrafe, weil sein Team drei Minuten vor dem Start die Reifen an seinem Ferrari noch nicht montiert hatte, wie es die Regeln vorschrieben. Massa hatte somit nach wenigen Runden bereits einen komfortablen Vorsprung, verlor die Führung aber durch einen Verbremser in der Sainte Devote an Kubica und wurde am Ende hinter dem Polen Dritter.
Insgesamt kam es zu zwei Safety-Car-Phasen: Die erste nach einem Unfall zwischen Sébastien Bourdais und Coulthard, die zweite nach einem Unfall von Rosberg auf Höhe der Schwimmbad-Schikane.
Kurz vor Rennende kollidierten Räikkönen und Adrian Sutil im Kampf um den vierten Platz. Während Sutil ausschied, beendete der bis dahin WM-Führende Räikkönen das Rennen auf dem neunten Platz.

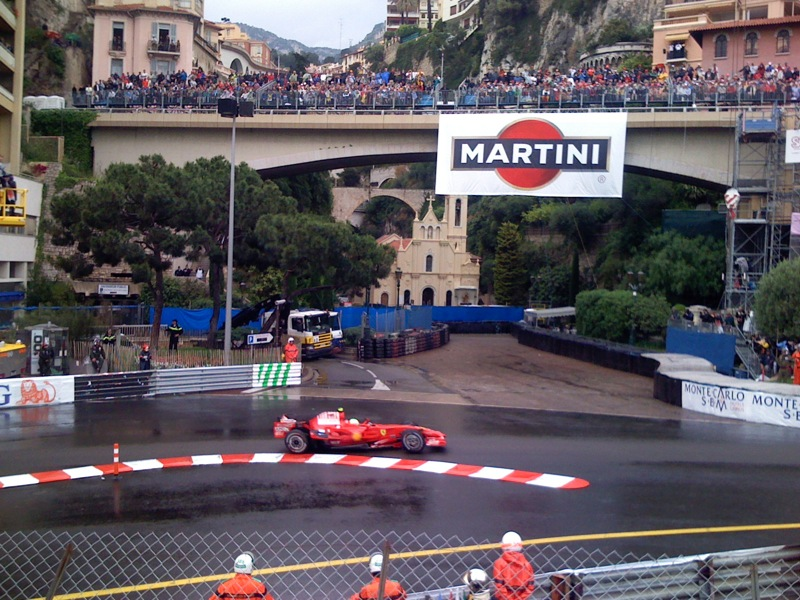
Felipe Massa in der Sainte-Dévote

Sieger des Rennens wurde Hamilton, der damit auch die WM-Führung übernahm, vor Kubica und Massa. Vierter wurde Mark Webber im Red Bull vor Sebastian Vettel. Die weiteren Punkteplatzierungen belegten Rubens Barrichello, Nakajima und Kovalainen. Die schnellste Rennrunde fuhr Räikkönen in 1:16,689 Minuten. Für Hamilton war es der sechste Karriereerfolg und der zweite in 2008 seit dem Auftaktrennen in Australien.

## Meldeliste
| Team                      | Nr. | Fahrer               | Chassis           | Motor                | Reifen |
| ------------------------- | --- | -------------------- | ----------------- | -------------------- | ------ |
| Scuderia Ferrari Marlboro | 01  | Kimi Räikkönen       | Ferrari F2008     | Ferrari 2.4 V8       | B      |
| Scuderia Ferrari Marlboro | 02  | Felipe Massa         | Ferrari F2008     | Ferrari 2.4 V8       | B      |
| BMW Sauber F1 Team        | 03  | Nick Heidfeld        | BMW Sauber F1.08  | BMW 2.4 V8           | B      |
| BMW Sauber F1 Team        | 04  | Robert Kubica        | BMW Sauber F1.08  | BMW 2.4 V8           | B      |
| ING Renault F1 Team       | 05  | Fernando Alonso      | Renault R28       | Renault 2.4 V8       | B      |
| ING Renault F1 Team       | 06  | Nelson Piquet jr.    | Renault R28       | Renault 2.4 V8       | B      |
| AT&T Williams             | 07  | Nico Rosberg         | Williams FW30     | Toyota 2.4 V8        | B      |
| AT&T Williams             | 08  | Kazuki Nakajima      | Williams FW30     | Toyota 2.4 V8        | B      |
| Red Bull Racing           | 09  | David Coulthard      | Red Bull RB4      | Renault 2.4 V8       | B      |
| Red Bull Racing           | 10  | Mark Webber          | Red Bull RB4      | Renault 2.4 V8       | B      |
| Panasonic Toyota Racing   | 11  | Jarno Trulli         | Toyota TF108      | Toyota 2.4 V8        | B      |
| Panasonic Toyota Racing   | 12  | Timo Glock           | Toyota TF108      | Toyota 2.4 V8        | B      |
| Scuderia Toro Rosso       | 14  | Sébastien Bourdais   | Toro Rosso STR2B  | Ferrari 2.4 V8       | B      |
| Scuderia Toro Rosso       | 15  | Sebastian Vettel     | Toro Rosso STR2B  | Ferrari 2.4 V8       | B      |
| Honda Racing F1 Team      | 16  | Jenson Button        | Honda RA108       | Honda 2.4 V8         | B      |
| Honda Racing F1 Team      | 17  | Rubens Barrichello   | Honda RA108       | Honda 2.4 V8         | B      |
| Force India F1 Team       | 20  | Adrian Sutil         | Force India VJM01 | Ferrari 2.4 V8       | B      |
| Force India F1 Team       | 21  | Giancarlo Fisichella | Force India VJM01 | Ferrari 2.4 V8       | B      |
| Vodafone McLaren Mercedes | 22  | Lewis Hamilton       | McLaren MP4-23    | Mercedes-Benz 2.4 V8 | B      |
| Vodafone McLaren Mercedes | 23  | Heikki Kovalainen    | McLaren MP4-23    | Mercedes-Benz 2.4 V8 | B      |

Anmerkungen
1. ↑  McLaren-Mercedes fiel aufgrund einer Strafe infolge der Spionage-Affäre automatisch auf die letzte Position in der Teamrangliste

## Klassifikationen

### Qualifying
| Pos. | Fahrer               | Konstrukteur        | Q1       | Q2       | Q3         | Start |
| ---- | -------------------- | ------------------- | -------- | -------- | ---------- | ----- |
| 01   | Felipe Massa         | Ferrari             | 1:15,190 | 1:15,110 | 1:15,787   | 01    |
| 02   | Kimi Räikkönen       | Ferrari             | 1:15,717 | 1:15,404 | 1:15,815   | 02    |
| 03   | Lewis Hamilton       | McLaren-Mercedes    | 1:15,582 | 1:15,322 | 1:15,839   | 03    |
| 04   | Heikki Kovalainen    | McLaren-Mercedes    | 1:15,295 | 1:15,389 | 1:16,165   | 04    |
| 05   | Robert Kubica        | BMW Sauber          | 1:15,977 | 1:15,483 | 1:16,171   | 05    |
| 06   | Nico Rosberg         | Williams-Toyota     | 1:15,935 | 1:15,287 | 1:16,548   | 06    |
| 07   | Fernando Alonso      | Renault             | 1:16,646 | 1:15,827 | 1:16,852   | 07    |
| 08   | Jarno Trulli         | Toyota              | 1:16,306 | 1:15,598 | 1:17,203   | 08    |
| 09   | Mark Webber          | Red Bull-Renault    | 1:16,074 | 1:15,745 | 1:17,343   | 09    |
| 10   | David Coulthard      | Red Bull-Renault    | 1:16,086 | 1:15,839 | keine Zeit | 15    |
| 11   | Timo Glock           | Toyota              | 1:16,285 | 1:15,907 | –          | 10    |
| 12   | Jenson Button        | Honda               | 1:16,259 | 1:16,101 | –          | 11    |
| 13   | Nick Heidfeld        | BMW Sauber          | 1:16,650 | 1:16,455 | –          | 12    |
| 14   | Kazuki Nakajima      | Williams-Toyota     | 1:16,756 | 1:16,479 | –          | 13    |
| 15   | Rubens Barrichello   | Honda               | 1:16,208 | 1:16,537 | –          | 14    |
| 16   | Sébastien Bourdais   | Toro Rosso-Ferrari  | 1:16,806 | –        | –          | 16    |
| 17   | Nelson Piquet jr.    | Renault             | 1:16,933 | –        | –          | 17    |
| 18   | Sebastian Vettel     | Toro Rosso-Ferrari  | 1:16,955 | –        | –          | 19    |
| 19   | Adrian Sutil         | Force India-Ferrari | 1:17,225 | –        | –          | 18    |
| 20   | Giancarlo Fisichella | Force India-Ferrari | 1:17,823 | –        | –          | 20    |

Anmerkungen
1. ↑  Coulthard erhielt aufgrund eines Getriebewechsels eine Startplatzstrafe von fünf Plätzen.
2. ↑  Vettel erhielt aufgrund eines Getriebewechsels eine Startplatzstrafe von fünf Plätzen.
3. ↑  Fisichella erhielt aufgrund eines Getriebewechsels eine Startplatzstrafe von fünf Plätzen.

### Rennen
| Pos. | Fahrer               | Konstrukteur        | Runden | Stopps | Zeit        | Start | Schnellste Runde |
| ---- | -------------------- | ------------------- | ------ | ------ | ----------- | ----- | ---------------- |
| 01   | Lewis Hamilton       | McLaren-Mercedes    | 76     | 2      | 2:00:42,742 | 03    | 1:18,510 (71.)   |
| 02   | Robert Kubica        | BMW Sauber          | 76     | 2      | + 3,064     | 05    | 1:17,933 (75.)   |
| 03   | Felipe Massa         | Ferrari             | 76     | 2      | + 4,811     | 01    | 1:17,886 (76.)   |
| 04   | Mark Webber          | Red Bull-Renault    | 76     | 1      | + 19,295    | 09    | 1:19,036 (74.)   |
| 05   | Sebastian Vettel     | Toro Rosso-Ferrari  | 76     | 1      | + 24,657    | 19    | 1:18,787 (74.)   |
| 06   | Rubens Barrichello   | Honda               | 76     | 1      | + 28,408    | 14    | 1:19,574 (75.)   |
| 07   | Kazuki Nakajima      | Williams-Toyota     | 76     | 1      | + 30,180    | 13    | 1:19,910 (75.)   |
| 08   | Heikki Kovalainen    | McLaren-Mercedes    | 76     | 2      | + 33,191    | 04    | 1:17,282 (74.)   |
| 09   | Kimi Räikkönen       | Ferrari             | 76     | 4      | + 33,792    | 02    | 1:16,689 (74.)   |
| 10   | Fernando Alonso      | Renault             | 75     | 3      | + 1 Runde   | 07    | 1:17,869 (73.)   |
| 11   | Jenson Button        | Honda               | 75     | 3      | + 1 Runde   | 11    | 1:19,582 (74.)   |
| 12   | Timo Glock           | Toyota              | 75     | 3      | + 1 Runde   | 10    | 1:19,618 (75.)   |
| 13   | Jarno Trulli         | Toyota              | 75     | 3      | + 1 Runde   | 08    | 1:19,830 (75.)   |
| 14   | Nick Heidfeld        | BMW Sauber          | 72     | 3      | + 4 Runden  | 12    | 1:20,251 (72.)   |
| –    | Adrian Sutil         | Force India-Ferrari | 67     | 1      | DNF         | 18    | 1:22,039 (60.)   |
| –    | Nico Rosberg         | Williams-Toyota     | 59     | 4      | DNF         | 06    | 1:21,270 (58.)   |
| –    | Nelson Piquet jr.    | Renault             | 47     | 1      | DNF         | 17    | 1:31,187 (40.)   |
| –    | Giancarlo Fisichella | Force India-Ferrari | 36     | 0      | DNF         | 20    | 1:32,849 (33.)   |
| –    | David Coulthard      | Red Bull-Renault    | 7      | 0      | DNF         | 15    | 1:42,112 (07.)   |
| –    | Sébastien Bourdais   | Toro Rosso-Ferrari  | 7      | 0      | DNF         | 16    | 1:41,150 (07.)   |

## WM-Stände nach dem Rennen
Die ersten acht des Rennens bekamen 10, 8, 6, 5, 4, 3, 2 bzw. 1 Punkt(e).

### Fahrerwertung
| Pos. | Fahrer            | Konstrukteur     | Punkte |
| ---- | ----------------- | ---------------- | ------ |
| 01   | Lewis Hamilton    | McLaren-Mercedes | 38     |
| 02   | Kimi Räikkönen    | Ferrari          | 35     |
| 03   | Felipe Massa      | Ferrari          | 34     |
| 04   | Robert Kubica     | BMW Sauber       | 32     |
| 05   | Nick Heidfeld     | BMW Sauber       | 20     |
| 06   | Heikki Kovalainen | McLaren-Mercedes | 15     |
| 07   | Mark Webber       | Red Bull-Renault | 15     |
| 08   | Fernando Alonso   | Renault          | 9      |
| 09   | Jarno Trulli      | Toyota           | 9      |
| 10   | Nico Rosberg      | Williams-Toyota  | 8      |
| 11   | Kazuki Nakajima   | Williams-Toyota  | 7      |

| Pos. | Fahrer               | Konstrukteur        | Punkte |
| ---- | -------------------- | ------------------- | ------ |
| 13   | Sebastian Vettel     | Toro Rosso-Ferrari  | 4      |
| 14   | Jenson Button        | Honda               | 3      |
| 15   | Rubens Barrichello   | Honda               | 3      |
| 16   | Sébastien Bourdais   | Toro Rosso-Ferrari  | 2      |
| 17   | David Coulthard      | Red Bull-Renault    | 0      |
| 18   | Timo Glock           | Toyota              | 0      |
| 19   | Nelson Piquet jr.    | Renault             | 0      |
| 20   | Giancarlo Fisichella | Force India-Ferrari | 0      |
| 21   | Takuma Satō          | Super Aguri-Honda   | 0      |
| 22   | Anthony Davidson     | Super Aguri-Honda   | 0      |
| 23   | Adrian Sutil         | Force India-Ferrari | 0      |

### Konstrukteurswertung
| Pos. | Konstrukteur     | Punkte |
| ---- | ---------------- | ------ |
| 01   | Ferrari          | 69     |
| 02   | McLaren-Mercedes | 53     |
| 03   | BMW Sauber       | 52     |
| 04   | Williams-Toyota  | 15     |
| 05   | Red Bull-Renault | 15     |
| 06   | Renault          | 9      |

| Pos. | Konstrukteur        | Punkte |
| ---- | ------------------- | ------ |
| 07   | Toyota              | 9      |
| 08   | Honda               | 6      |
| 09   | Toro Rosso-Ferrari  | 6      |
| 10   | Force India-Ferrari | 0      |
| 11   | Super Aguri-Honda   | 0      |